# Andilly (Charente Marítimo)
 Andilly  es una población y comuna francesa, en la región de Poitou-Charentes, departamento de Charente Marítimo, en el distrito de La Rochelle y cantón de Marans.

## Demografía
| 916 | 964 | 1075 | 1352 | 1481 | 1478 |
| Para los censos de 1962 a 1999 la población legal corresponde a la población sin duplicidades (Fuente: INSEE [Consultar]) |     |      |      |      |      |